# William Bird (Jurist)
Sir William Bird (* 1560 oder 1561 in Saffron Walden, Essex; † 1624) war ein englischer Politiker und Jurist.

## Leben
Geboren als zweiter Sohn von William Bird und dessen Frau Maria Woodhall erhielt Bird seine Ausbildung unter anderem am All Souls College der Universität Oxford, wo er sich am 28. November 1581 einschrieb. Bereits 1578 war er dort zum Fellow ernannt worden. Das Studium schloss er mit dem Bachelor of Civil Law ab. 1588 wurde er dann zum Doctor of Civil Law promoviert. Am 27. April des Folgejahres wurde er als Rechtsanwalt (Solicitor) zugelassen. Zunächst blieb er an seiner Alma Mater und hatte ab 1591 den Posten des stellvertretenden Kanzlers der Universität inne. Im Jahr 1593 bekleidete er das Amt des Dekans des All Souls Colleges. Später zog es Brid nach London, wo er zwischen 1597 und 1615 als Anwalt praktizierte. Dabei befasste er sich vorwiegend mit Fällen aus dem Seerecht. Nachdem er 1604 seine Stellung als Fellow der Universität Oxford aufgegeben hatte, ließ er sich an den Doctors’ Commons nieder. 1608 wurde er als Abgeordneter für die Universität Oxford ins House of Commons des Englischen Parlaments gewählt. 1611 wurde er Richter am Prerogative Court des Erzbistums Canterbury, einem kirchlichen Gericht, das für die Nachlassprüfung von Testamenten zuständig war. Am 22. März 1617 wurde Bird von König Jakob I. als Knight Bachelor geadelt. Am 23. Juni 1618 wurde Bird zum Dean of Arches ernannt.
Bird war verheiratet und lebte mit seiner Frau in Walthamstow, Essex. Seine Ehe blieb kinderlos.